# Syllimnophora clavitibia
Syllimnophora clavitibia är en tvåvingeart som först beskrevs av Stein 1911.  Syllimnophora clavitibia ingår i släktet Syllimnophora och familjen husflugor. Inga underarter finns listade i Catalogue of Life.